# ジョン・バーソロミュー・ゴフ
J・B・ゴフ (J. B. Gough)、ないし、ジョン・B・ゴフ (John B. Gough) として知られた、ジョン・バーソロミュー・ゴフ（John Bartholomew Gough、1817年8月22日 - 1886年2月18日）は、アメリカ合衆国で禁酒運動を広めた演説家。

## 経歴
ゴフは、イングランドのケント州サンドゲイトに生まれ、女性教員であった母親のもとで教育を受けた。12歳のとき、父は既に死去しており、ゴフは将来を拓くためアメリカ合衆国へ渡った。1829年8月にニューヨークへ到着し、ニューヨーク州西部のオナイダ郡の農場で、一家の友人たちとともに2年間を過ごした。次いで、ニューヨークの製本屋で働くようになり、商売を学んだ。1833年に、母と妹がやってきて一緒に暮らすようになったが、1835年に母が亡くなると、悪い仲間と付き合い始め、正真正銘の大酒飲みになった。
ゴフは職を失い、何年もの間、ニューヨークや東部の各地の場末の劇場やコンサート・ホールで、バラッドを歌ったり、物語を語って糊口を凌いだ。舞台への情熱を持ち続けた彼は、俳優になろうと何度か試みたが、その生活習慣から芳しい結果は得られなかった。1839年に結婚し、製本屋として自営を始めた。仕事をしながらも、毎晩飲んで散財するのをやめなかったことが災いし、振戦せん妄の瀬戸際にまで追い込まれた。妻子も去り、まったく悲惨な状態に陥った。
生計の道も絶たれた彼だったが、1842年10月にマサチューセッツ州ウースターで、とあるクエーカーの人物から親切を受け、禁酒の集いに出向くことを勧められ、禁酒の誓いに署名した。その後も何度か酒に手を出したり、恐ろしいまでの苦闘も経て、彼は禁酒改革運動のために講演していくことに自分の人生をかける決心をした。
彼はカーペットバッグを持って旅立ち、ニューイングランドの諸州を放浪して、たとえ報酬がわずか75セントであったとしても喜んで禁酒を説く講演をして回り、程なくしてその弁舌が有名になっていった。経験を踏まえた強烈な熱意と、彼の物真似や表現の力は、聴衆の感受性に強く訴えることができた。彼は、悲痛な表現とユーモラスな表現を巧みに混ぜ合わせることに長けており、特に何の目的もないが、興味を引かれたい、楽しませてもらいたいと思っている何千もの人々を惹きつけることができた。講演旅行に出た最初の年、彼は386回の講演をこなし、以降17年間にわたって、ひたすら禁酒だけについて語り続けた。この時期の彼は、5,000人以上の聴衆を相手に講演したこともあった。

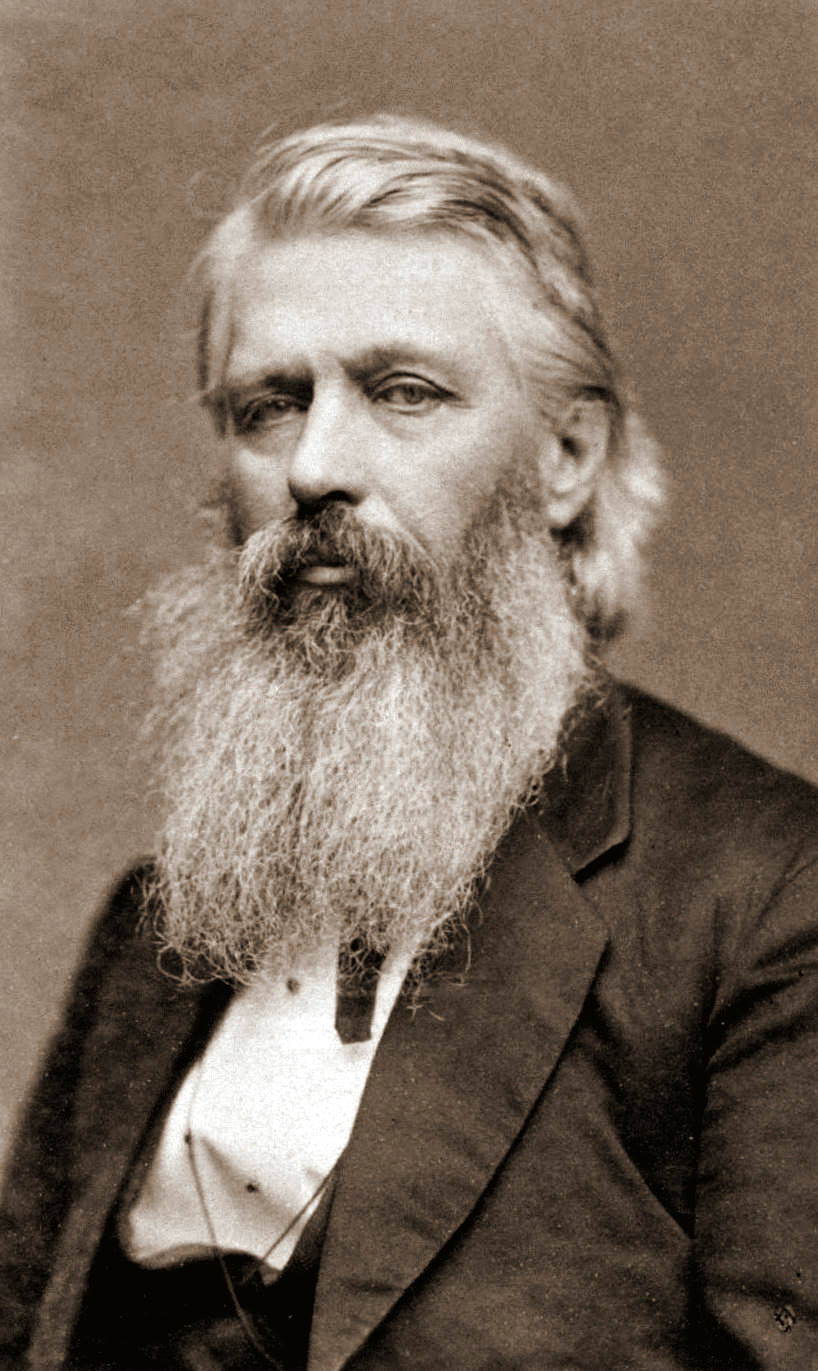

1853年、ロンドンの禁酒団体の招きに応じてイングランドを訪れたゴフは、ベテランの風刺画家で徹底した禁酒家だったジョージ・クルックシャンクの歓待を受け、エクセター・ホールで最初の講演をおこない、大きな反響を呼んだ。当初は6か月ほど滞在するはずだったが、結局その後2年間にわたってゴフは忙しく各地で講演した。1854年、彼はオックスフォード大学での講演を引き受けたが、学生たちは彼に講演させまいと、断固たる決意でこれに臨んだ。登壇したゴフは、ヒューヒューと上げられた声、猫の鳴き真似、叫び声に迎えられた。しかし、ゴフは感情を抑え、信念に基づく勇気をもち、イギリス人が好む言葉であるフェア・プレイに訴えて、聴衆に耳を傾けさせた。後に1878年にゴフがオックスフィードを再訪した際には、オックスフォードの人々から特段の歓迎を受けた。ゴフは1855年に合衆国へ戻り、以前同様の仕事に戻り、変わらぬ成功を収めた。
1857年、ゴフは、再びイングランドへ渡り、3年間にわたって講演を続けた。ゴフは、その禁酒の努力において、政治や、何らかの組織的努力を通して酒類規制の法制化を進めようとする動きには、常に距離を置いており、もっぱら倫理的な影響力と全面的な禁欲の誓いのみによる禁酒が説かれた。
17年間にわたり、ひたすら禁酒について講演し続けた後、ゴフは他の主題についても取り上げるようになり、文学や社会問題を論じたが、その間も一貫して最評判が良かったのは、禁酒を説く講演であった。人気が高まって様々な主題で講演をするようになり、各地のライシーアムで講演するようになった彼は、その弁舌によってそこそこの資産を築いた。彼の主題は、その物真似の能力と感情を掻き立てる術を全面的に活かすものであった。「弁舌と雄弁家 (Eloquence and Orators)」、「特異な人々 (Peculiar People)」といった主題が、こうしたものの典型であり、その中では様々な物真似が重要な要素として盛り込まれていた。しかし、そうした話題の場合でも、禁酒に関わる話を少しでも盛り込むことをゴフは滅多に忘れなかった。彼の雄弁は、修練によって獲得されたものではなく、天性のものであった。彼の学識はもっぱらひとつの主題に限られており、彼の知識の源は自分自身だけであった。それでも、彼は聴衆の関心を引き付ける力を発揮していた。
彼は、死ぬまでこの仕事を続けた。晩年には、マサチューセッツ州ボイルストンに居宅を構えていた。ゴフは、仕事の最中に、フィラデルフィアのフランクフォードの第一長老派教会 (the 1st Presbyterian Church) の演壇の上で脳卒中に倒れ、二日後に死去した。亡骸は、マサチューセッツ州ウースターのホープ墓地に埋葬された。

## 栄誉
カリフォルニア州サンフランシスコのゴフ・ストリート (Gough Street) は、彼にちなんで命名されたものである。

## 主な著作
- Autobiography (London, 1846; 3d ed., 1853)
- Autobiography and Personal Recollections of John B. Gough (1870)
- Orations (1854)
- Temperance Addresses (New York, 1870)
- Temperance Lectures (1879)
- Sunlight and Shadow, or Gleanings from My Life Work (1880)